# Hokkaidoponny
För andra betydelser, se Hokkaido (olika betydelser).
Hokkaidoponnyn är en hästras av ponnytyp som härstammar från Japan men rasen har troligen sin bakgrund i Kina och Korea. Ponnyn kallades för Dosanko tidigare. Då Japanerna aldrig utmärkt sig speciellt inom ridsporten så är de flesta japanska ponnyraser, då även Hokkaido, inte speciellt utvecklade eller ens utavlade med andra raser, vilket gör den till en av världens äldsta hästraser även om dessa raser inte är speciellt fixerade. 

## Historia
De första ponnyerna kom till Japan via Kina och Korea och hade sitt ursprung i de mongoliska vildhästarna Przewalski. De har i Japan utvecklats till ca 8 olika ponnyraser varav en av dem var Hokkaidoponnyn. Men det som idag kallas Hokkaidoponny anses ha tagits till Japan under Edoeran (1600-1867) med fiskare som kom till Hokkaido för att fiska öring. Ponnyerna användes då som transportdjur. Men till hösten åkte fiskarna tillbaka och lämnade kvar ponnyerna och förväntade sig att de skulle överleva i ett landskap med mycket snö och den enda maten som fanns var bambugräs i bergen. Den fick sitt namn från ön Hokkaido där de lämnades, den nordligaste av de japanska öarna som är en glest befolkad ö. Till våren kom fiskarna dock tillbaka med nya ponnyer som de använde tillsammans med de gamla hästarna som hade överlevt och hästarnas stammar ökade och fick en naturlig motståndskraft och styrka. 
Under 1800-talet importerades större hästar till Japan och Hokkaidoponnyn användes alltmer inom jordbruket och i bergen som drag- eller packdjur. Än idag används de som packdjur i bergen, där lastbilar och traktorer inte kan komma fram men rasen avlas enbart av vissa ranchägare som släpper dem i bergen under vintern för att fortfarande behålla den starka och tåliga karaktären. 
Ända in på 1930-talet var det vanligt att man i Japan offrade hästar till gudarna och man hängde upp hästhuvuden vid dörrarna till bondgårdar då hästen var jordbrukets gud och skyddade mot ont. Idag finns ca 2000 Hokkaidoponnyer varav de flesta lever vid den västra kusten av Hokkaido.

## Egenskaper
Hokkaidoponnyn är en ganska primitiv ponny med naturlig sundhet och styrka. De är arbetsvilliga och fogliga. Aveln av dessa hästar är lite annorlunda i jämförelse med resten av världens avel. Enbart några få ranchägare i Japan avlar hästarna som släpps upp i bergen på vintern. Där letar de bambugräs och utvecklar en stark tålighet mot kyla, dåligt väder och naturliga faror. På våren kommer dock ponnyerna självmant tillbaka eftersom björnarna vaknar under våren. 
Eftersom rasen inte är fixerad finns ingen speciell rasstandard men Hokkaidoponnyerna kan registreras. För att bli registrerade krävs det att ponnyn absolut inte har några vita tecken på huvudet eller benen. De flesta exemplar av rasen har ett ganska alldagligt, men ganska stort huvud utan karaktär och uttryck vilket är vanligt på japanska ponnyer. Halsen är ganska kort och hästen bär huvud och hals sänkt när den går. Det mongoliska inflytandet syns tydligt i ponnyns huvud som har en rak nosprofil. Benen är slanka och kan ibland ha lite hovskägg. Hästarna kan ha alla hela färger men är oftast skimmel. Man och svans blir ofta väldigt tjocka och yviga. 